# Helge Larsen (politiker)
 Der er flere personer med dette navn, se Helge Larsen.
Helge Larsen (25. april 1915 i Vester Åby – 24. januar 2000) var en dansk politiker (Radikale Venstre) og minister.
Cand.mag. i 1942
Medlem af Folketinget 1956-64
- Undervisningsminister i Regeringen Hilmar Baunsgaard fra 2. februar 1968 til 11. oktober 1971

## Forfatterskab
- Helge Larsen: Fra liberalisme til radikalisme. Københavns liberale Vælgerforening 1883-1908; Odense University Studies in History and Social Sciences, vol. 90; Odense Universitetsforlag 1985; ISBN 87-7492-541-5

## Eksterne links
- Helge Larsen på gravsted.dk